# 야미도
야미도(夜味島) 또는 배미섬은 전북특별자치도 군산시 옥도면 야미도리에 속하는 면적 0.5 km2의 섬이다. 새만금 방조제로 육지와 연결되어 있으며, 군산시 비응항으로부터 남서쪽으로 11 km, 옥도면 신시도로부터 북동쪽으로 3 km 떨어져 있다.
섬에는 해발 156 m의 당산이 있는데 산 정상에는 정자가 있다. 이 섬으로부터 150 m 서쪽에는 면적 0.184 km2의 무인도인 소야미도(小夜味島, 작은배미섬)가 있다.

## 이름의 유래
19세기 중반에 제작된 《대동여지도》에서 이미 이 섬을 야미(夜味)라고 쓰고 있다. 대동여지도 전에도 18세기 조선 영조 때의 《해동지도》(만경)에 '야미도(夜味島)'가 등장하며, 조선 정조 때 편찬한 《호구총수》에 '고군산 야미도(古羣山 夜味島)'라고 기록되어 있다.
이러한 기록들은 "일제가 1914년 행정구역 개편 때 밤(栗)을 한자 '야(夜)'로 잘못 썼고 '밤이 맛있다'는 뜻으로 '미(味)'자를 더해 야미도(夜味島)라는 이름이 붙여졌다"는 식의 말이 그럴싸하게 지어낸 민간어원 곧 낭설에 불과함을 확인시켜 준다. 야미(夜味)의 실제 어원은 고유어 지명 '배미'의 차자(借字)로 보여진다.

## 교육 기관
- 신시도초등학교 야미도분교

## 같이 보기
- 야미도항
- 고군산군도